# Kenneth Starr
Pour les articles homonymes, voir Starr.
 (juillet 2010).
Si vous disposez d'ouvrages ou d'articles de référence ou si vous connaissez des sites web de qualité traitant du thème abordé ici, merci de compléter l'article en donnant les références utiles à sa vérifiabilité et en les liant à la section « Notes et références ».
 Kenneth Starr, né le 21 juillet 1946 à Vernon au Texas et mort le 13 septembre 2022 à Houston (Texas), est un juriste américain qui a été juge fédéral à la cour d'appel des États-Unis pour le circuit du district de Columbia et avocat général fédéral.
Il est surtout connu pour être le procureur indépendant qui a poursuivi le président des États-Unis Bill Clinton dans le cadre du Monicagate. En 2010, il exerce comme avocat et intervient également dans le domaine universitaire.
En 2009, Kenneth Starr a été le conseiller principal des partisans de la Proposition 8 en Californie, proposition qui a permis l'interdiction des mariages homosexuels dans cet État. Il était alors doyen de la Pepperdine University School of Law de Malibu en Californie.
Kenneth Starr avait été initialement nommé[Quand ?] pour enquêter sur la mort par suicide de Vince Foster, un conseiller adjoint à la Maison-Blanche, ainsi que sur le scandale immobilier du Whitewater et les investissements du couple Clinton dans ce programme. Un jury de trois juges était chargé de contrôler l'action judiciaire du procureur indépendant Kenneth Starr, lequel étendit plus tard son enquête vers de nombreux secteurs incluant, entre autres, une affaire de relations équivoques extra-conjugales que le président Bill Clinton aurait eu avec une stagiaire de la Maison-Blanche, Monica Lewinsky. Après plusieurs années d'enquête, Starr remit son rapport qui soutenait que Clinton avait menti sous serment durant une déposition lors de l'affaire Lewinsky. Ces accusations ouvrirent la porte à une procédure d'impeachment à l'encontre de Bill Clinton et à la suspension de cinq ans de sa licence d'avocat dans l'État de l'Arkansas.

## Biographie

### Jeunes années
Kenneth Winston Starr est né près de Vernon dans le Texas, dans la partie centrale du Nord de cet État. Il a été élevé à Centerville dans l'Est du Texas. Son père était un ministre religieux des "Churches of Christ" et a également été coiffeur. Starr a étudié au lycée de San Antonio où il était populaire, sportif, étudiant sérieux, considéré comme devant très probablement réussir par ses camarades de classe.
En 1970, Starr a épousé Alice Mendell, qui avait été élevée dans la religion juive.

### Études
Kenneth Starr a d'abord été à la Harding University affiliée à la Church of Christ à Searcy dans l'Arkansas, où il était un des étudiants les plus prometteurs et un membre du club des Jeunes Démocrates. Il y a écrit dans la lettre de soutien aux protestataires contre la guerre du Viêt Nam, puis il est allé à l'université George Washington à Washington, où il obtint une licence de lettres en 1968. Pendant sa période à l'université George Washington, Starr était un membre de la fraternité Delta Phi Epsilon, une fraternité professionnelle de service diplomatique. Starr a travaillé pour la Southwestern Company. Il a suivi plus tard l'enseignement de la Brown University où il a obtenu un M.A. en 1969 puis il est entré à la Duke University School of Law, où il a obtenu son doctorat en droit en 1973. Kenneth Starr n'a pas été retenu pour effectuer son service militaire pendant la guerre du Viêt Nam car il était classifié « F-4 » (c'est-à-dire comme réformé en raison de sa condition physique, mentale, ou morale)  en raison d'un problème de psoriasis.

### Carrière juridique notable

#### Les débuts
Après l'obtention de son diplôme de la Duke University School of Law, Kenneth Starr est devenu clerc du juge David W. Dyer de la Cour d'appel des États-Unis pour le cinquième circuit de 1973 à 1974, ensuite pour Warren Burger, le juge en chef de la Cour suprême des États-Unis de 1975 à 1977.
Il rejoint les bureaux de Washington du cabinet juridique de Los Angeles Gibson, Dunn et Crutcher en 1977 puis en 1981, il est nommé conseiller du procureur général des États-Unis William French Smith.

#### Juge fédéral et avocat général des États-Unis
Kenneth Starr a été nommé juge à la Cour d'appel pour le District de Columbia par le président Ronald Reagan et a occupé ces fonctions de 1983 à 1989. Il a été avocat général des États-Unis de 1989 à 1993 lors de la présidence de George H. W. Bush.

#### Activités au début des années 1990
Lorsque le Comité d'éthique du sénat eut besoin d'un juriste pour étudier les journaux du sénateur républicain Robert Packwood, le comité choisit Starr. En 1990, Starr était le candidat principal à la nomination à la Cour suprême des États-Unis lors du départ à la retraite de William J. Brennan Junior. Starr a rencontré une résistance forte du département de la Justice des États-Unis dont la direction craignait qu'il ne puisse être un conservateur de façon fiable à la Cour suprême. Finalement, le Président George H. W. Bush a nommé David Souter au lieu de Kenneth Starr.
En 1994, Starr a également envisagé de poser sa candidature au Sénat des États-Unis le Sénat en Virginie en contre le sénateur sortant Chuck Robb, mais il dut compter avec l'opposition d'Oliver North qui obtint l'investiture républicaine.

#### Période comme procureur indépendant

##### Nomination et conflits d'intérêts possibles
En août 1994 conformément à la loi nouvellement refondée de procureur indépendant, Kenneth Starr fut nommé par un jury de trois juges pour continuer l'enquête sur le Scandale Whitewater. Il remplaçait Robert B. Fiske, un républicain modéré qui avait été nommé par le Procureur Général Janet Reno. Bien que Starr et d'autres procureurs indépendants furent ultérieurement critiqués comme inexplicables et incontrôlables, la loi a donné depuis au procureur général et à la Division spéciale la possibilité de révoquer un procureur indépendant.
Kenneth Starr a commencé ce travail à temps partiel en restant actif dans son cabinet juridique, Kirkland et Ellis, comme la loi le permettait et ce qui avait la règle lors des précédentes enquêtes de procureurs indépendants. Cependant, alors que le temps s'écoulait, Starr a été de plus en plus critiqué pour des soupçons de conflits d'intérêts provenant de son association ininterrompue avec Kirkland et Ellis. Kirkland, comme plusieurs autres cabinets juridiques importants, représentait des clients dans des litiges avec le gouvernement, y compris des sociétés de tabac et des fabricants automobiles. La société elle-même était poursuivie en justice par la Resolution Trust Company (qui était l'agence gouvernementale de gestion d'actifs chargée de liquider des actifs concernant l'État y compris des prêts hypothécaires), une agence gouvernementale particulièrement impliquée dans la question de Whitewater. De plus, les actions de Starr ont été mises en doute parce que Starr, en une occasion, avait parlé avec des avocats de Paula Jones, laquelle poursuivait en justice le président Clinton, l’accusant d’agression sexuelle. Starr leur avait expliqué pourquoi il pensait que le statut d'immunité des présidents des États-Unis ne s'appliquait pas aux procès au civil. (Plus tard, lorsque cette question constitutionnelle fut examinée par la Cour suprême, les juges acceptèrent cette position à l'unanimité).

##### Enquête sur la mort de Vince Foster
Le 10 octobre 1997, Kenneth Starr remet son rapport sur la mort du conseiller adjoint de la Maison-Blanche, Vince Foster, rapport rédigé en grande partie par son adjoint, Brett Kavanaugh; le rapport a été rendu public par la Division spéciale. Le rapport est d'accord avec les découvertes du procureur indépendant précédent, Robert B. Fiske, à savoir que Foster s'est suicidé à Fort Marcy Park et que son suicide a été causé principalement par une dépression non diagnostiquée et non traitée. Comme CNN l'a traité le 28 février 1997, « le rapport Starr réfute les affirmations des organisations politiques conservatrices qui considéraient que Foster était la victime d'un complot de meurtre et de tentatives réalisées pour étouffer l'affaire », mais « malgré ces découvertes, des groupes politiques de droite ont continué à déclarer qu'il y avait plus qu'un mort et que le Président et la Première Dame ont essayé de le dissimuler ». CNN a aussi noté que les organes développant la théorie du meurtre comprenaient entre autres le Pittsburgh Tribune-Review, appartenant au milliardaire Richard Mellon Scaife et l’Accuracy in Media, soutenu en partie par la fondation de Scaife. Le journaliste de Scaife qui suivait l'affaire du Whitewater, Christopher Ruddy, était d'ailleurs fréquemment critique quant au traitement de l'affaire par Starr.

##### Extension de l'enquête
La loi a conféré de larges pouvoirs d'investigation à Kenneth Starr et aux autres procureurs indépendants nommés pour auditer l'administration, y compris le droit de citer toute personne qui pourrait avoir des informations appropriées à une enquête particulière. Starr recevra plus tard l'autorité pour conduire des enquêtes supplémentaires, y compris la possibilité d'enquêter auprès du controversé Bureau des Voyages de la Maison-Blanche, le personnel, l'abus politique potentiel de fichiers confidentiels du FBI, la "Madison Garanty", la "Rose Law Firm", "Paula Jones", le procès au civil "Clinton versus Jones" et, le plus notoirement, le faux témoignage possible et l'obstruction de justice pour dissimuler la relation sexuelle du président Clinton avec Monica Lewinsky. La partie Lewinsky de l'enquête a inclus les enregistrements sur bandes magnétiques, réalisés secrètement, entre Monica Lewinsky et sa collègue Linda Tripp, des demandes de Starr pour copier ces enregistrements comportant les conversations de Lewinsky relatives à sa liaison avec le Président Clinton et des demandes de Starr pour contraindre les agents du Secret Service de témoigner de ce qu'ils pourraient avoir vu en protégeant Clinton. Avec l'enquête sur l'adultère possible de Clinton, les critiques de Starr ont cru qu'il avait franchi la ligne blanche et qu'il agissait plus comme un tueur à gages politique que comme un procureur.

##### L'affaire Lewinsky - Le procès Paula Jones
Dans sa déposition pour le procès de Paula Jones, Clinton a nié avoir eu « des rapports sexuels » avec Monica Lewinsky. Grâce à une preuve fournie par Linda Tripp, une robe bleue ayant appartenu à Monica Lewinsky et tachée par le sperme de Clinton, Kenneth Starr a conclu que ce témoignage devant un jury était un faux et un parjure.
Pendant la déposition dans le procès Jones versus Clinton, on a demandé à Clinton « Avez-vous jamais eu des rapports sexuels avec Monica Lewinsky, comme ce terme est défini dans l'Annexe de la Déposition 1, comme modifiée par la Cour ». La définition comprenait le contact avec les organes génitaux, l'anus, l'aine, l'intérieur des cuisses, la poitrine, ou les fesses d'une personne avec une intention de réveiller ou de satisfaire le désir sexuel de cette personne, n'importe quel contact des organes génitaux ou de l'anus d'une autre personne, ou le contact de ses organes génitaux ou anus et n'importe quelle partie du corps d'une autre personne directement ou à travers les vêtements. Le juge donna à Bill Clinton l'occasion de passer en revue la définition acceptée. Clinton a catégoriquement nié avoir eu des rapports sexuels avec Madame Lewinsky. Plus tard, Bill Clinton a déclaré au jury d'accusation commis par le procureur Kenneth Starr, qu'il avait compris que la définition de « rapports sexuels » tels que convenus lors du procès Jones excluait des caresses sexuelles buccales passives.
L'enquête de Kenneth Starr a finalement abouti à la procédure d'impeachment du président Clinton, lequel partagea avec Kenneth Starr le titre d'« homme de l'année 1998 » décerné par le magazine Time. Malgré cette procédure d'impeachment, le président a été acquitté ultérieurement lors du procès devant le Sénat, les 45 sénateurs démocrates et les quelques sénateurs républicains qu'il connaissait se mirent de son côté.

##### Regrets ultérieurs quant à la requête du département de la Justice
En 2004, Kenneth Starr exprima encore le regret, d'avoir demandé au département de la Justice de l'assigner pour diriger personnellement  l'enquête Lewinsky, déclarant « la chose la plus fondamentale qui pourrait avoir été faite différemment » aurait été que quelqu'un d'autre examine la question.

##### Satire politique
Comme beaucoup de personnages controversés, Kenneth Starr fut l'objet de satires politiques. Tant le livre, And the Horse He Rode in On, de James Carville que la pièce de théâtre, Starr’s on Broadway, d'Éric Zaccar, contribuèrent à ajouter un éclairage comique, plutôt négatif de la période où Kenneth Starr était procureur indépendant.

### Activités après le poste de procureur indépendant
Après cinq ans de fonctions au poste de procureur indépendant, Kenneth Starr ne poursuivit pas cette activité et exerça, à nouveau, dans un cabinet privé comme avocat d'appel ainsi que comme professeur associé à la George Mason University School of Law de New York. Starr a travaillé comme un associé chez "Kirkland et Ellis", se spécialisant dans les litiges. Il fut l'un des principaux avocats dans un procès en action collective classée par une coalition de groupes libéraux et conservateurs (incluant l'ACLU et la NRA) contre les règlements créés par le "Bipartisan Campaign Reform Act" de 2002, connu d'une façon informelle comme loi McCain - Feingold. Dans cette affaire, Starr a soutenu que la loi constituait un raccourcissement inconstitutionnel de liberté d'expression.
Le 6 avril 2004, il a été nommé doyen de la Pepperdine University's School of Law. Il avait auparavant accepté une position à Pepperdine comme le premier doyen de l'École de Politique Publique nouvellement créée en 1996; cependant, il s'était retiré de cette  nomination en 1998, quelques mois après que la controverse Lewinsky eut éclaté. Des critiques avaient estimé qu'il y avait un conflit d'intérêts en raison des donations substantielles à Pepperdine du milliardaire Richard Mellon Scaife, un opposant de Bill Clinton, qui a financé beaucoup d'entreprises de médias attaquant le président. (L'argent de Scaife a, cependant, soutenu la théorie de l'assassinat de Foster, selon CNN et ava le favorisé était la théorie assassinée, selon CNN, le journal The American Spectator ne fut plus financé par Scaife, après qu'il eut approuvé la conclusion de Starr sur le suicide de Vince Foster et qu'il eut étrillé un livre subventionné par Scaife. En 2004, environ cinq ans après la procédure d'impeachment à l'encontre du Président Clinton, Starr accepta cette fois la proposition de la Pepperdine University's School of Law.
Il est engagé en 2008 dans l'équipe d'avocats de Jeffrey Epstein, alors accusé d'avoir monté un système très élaboré de trafic de mineures.

#### Affaires de peine de mort
En 2005, Kenneth Starr travailla à la révision de la condamnation à mort de Robin Lovitt, qui était dans le quartier des condamnés à mort en Virginie pour avoir assassiné un homme en 1998 pendant un vol. Starr a fourni bénévolement ses services à Lovitt. Le 3 octobre 2005, la Cour suprême a refusé d'accorder la clémence à Lovitt. Mais, le 29 novembre 2005, le gouverneur de Virginie, Mark Warner, a commué la condamnation à mort en prison à vie sans possibilité de liberté conditionnelle, .
Le 26 janvier 2006, l'équipe d'avocats de la défense (dont Kenneth Starr faisait partie) du meurtrier reconnu coupable, Michael Morales, a adressé des lettres au gouverneur de Californie, Arnold Schwarzenegger, demandant la clémence pour Morales. Les lettres de jurés qui avaient eux-mêmes réclamé soi-disant la condamnation à mort de Morales avaient été jointes au courrier adressé à Schwarzenegger.

#### Sarbanes-Oxley
Kenneth Starr a annoncé qu'il défiera une partie du "Sarbanes-Oxley Act" qui donne l'autorité à la PCAOB "Public Company Accounting Oversight Board".
La loi Sarbanes-Oxley ou loi de 2002 sur la réforme de la comptabilité des sociétés cotées et la protection des investisseurs qui est une loi fédérale imposant de nouvelles règles sur la comptabilité et la transparence financière. Elle fait suite aux différents scandales financiers révélés dans le pays au début des années 2000, tels ceux d'Enron et de Worldcom. Le texte est couramment appelé loi Sarbanes-Oxley, du nom de ses promoteurs les sénateurs Paul Sarbanes et Mike Oxley. Ce nom peut être abrégé en SOX, Sarbox, ou SOA.
La loi dite Sarbanes-Oxley  Act a introduit :
- l'obligation pour les présidents et les directeurs financiers de certifier personnellement les comptes ;
- l'obligation de nommer des administrateurs indépendants au comité d’audit du conseil d’administration ;
- l'encadrement des avantages particuliers des dirigeants (perte de l’intéressement en cas de diffusion d’informations inexactes, interdiction des emprunts auprès de l’entreprise, possibilité donnée à la SEC, Securities and Exchange Commission, l'autorité de régulation des marchés boursiers américains - d’interdire tout mandat social pour les dirigeants soupçonnés de fraude).

Cette loi oblige aussi à mettre en œuvre un contrôle interne s'appuyant sur un cadre conceptuel. En pratique le COSO est le référentiel le plus utilisé.

#### Morse versus Frederick
Le 4 mai 2006, Kenneth Starr a annoncé qu'il représenterait le conseil d'école de Juneau Alaska dans son appel devant la Cour suprême des États-Unis dans une affaire contre un ancien étudiant, Joseph Frederick. L'ancien étudiant avait déployé une bannière disant "Bong Hit 4 Jesus" dans une école sponsorisant l'événement célébrant le passage de la torche Olympique à Juneau, avant d'arriver à Salt Lake City, Utah pour les Jeux olympiques d'hiver 2002. Le conseil d'école avait décidé de suspendre l'étudiant. L'étudiant a alors poursuivi en justice et a gagné devant le neuvième circuit de la cour d'appel des États-Unis qui a déclaré que le conseil d'école avait violé, conformément au Premier Amendement de la Constitution des États-Unis, le droit de liberté d'expression de l'étudiant.
Le 28 août 2006, Starr déposé un mandat de certiorari pour une audition devant la Cour suprême. Le 21 juin 2007, dans un avis émis par le Président de la Cour suprême, John G. Roberts, la Cour s'est prononcée en faveur du client de Starr, constatant que « un principal peut limiter le discours d'étudiant à un événement scolaire, quand ce discours est raisonnablement vu comme la promotion de l'utilisation de drogue illégale ».

#### Affaire Blackwater Security Consulting versus Nordan (No. 06-857)
Kenneth Starr continue de représenter Blackwater dans une affaire impliquant les morts de quatre entrepreneurs tués à Falloujah en Irak en mars 2004.
Blackwater fut l'une des premières sociétés militaires privées à s'implanter en Afghanistan durant la guerre entamée en 2001 en Afghanistan. Bien que n'étant officiellement engagée que pour des contrats défensifs, les mercenaires de Blackwater ont participé à des raids offensifs et létaux organisés par la CIA ou les Special Forces de façon ad hoc.
Lors du conflit en Irak, le 31 mars 2004, quatre membres de la société furent tués lors d'une attaque à la grenade et armes légères à Falloujah. Les corps, brulés, furent pendus à des luminaires d'un pont sur l'Euphrate et ultérieurement démembrés par une foule en furie.

#### Procès post-élection de la Proposition 8 de Californie
Le 19 décembre 2008, les partisans de la "Proposition 8" choisissent Kenneth Starr pour les représenter dans les procès de post-élection afin d'être entendu par la Cour suprême de Californie. Les adversaires de la mesure ont cherché à la faire annuler en tant qu'une violation de droits fondamentaux, alors que ses partisans ont cherché à invalider les 18 000 mariages homosexuels effectués dans l'État avant que la Proposition 8 ne soit passée. Des arguments oraux ont eu lieu le 5 mars 2009, à San Francisco.
Kenneth Starr a soutenu que la « Proposition 8 » était une mesure mineure qui a laissé leurs droits inchangés aux couples homosexuels conformément aux lois d'associés domestiques de l'État de Californie et d'autres lois interdisant la discrimination fondée sur l'orientation sexuelle, " à l'accord de la plupart des juges. La question principale qui a surgi pendant l'argument oral a inclus la signification du mot "inaliénable" et dans quelle mesure ce mot correspond quand il est utilisé dans l'Article I de la Constitution Californienne. Le Bureau du Procureur général, Christopher Krueger a déclaré que des droits inaliénables ne peuvent pas être remis en cause rétroactivement lors d'un procès ultérieur. Starr répondit que « des droits sont importants, mais ils ne vont pas structurer.... des droits qui sont en fin de compte défini par le peuple ».
La Cour a en fin de compte tenu à ce que la mesure soit validée et effective, mais qu'elle ne serait pas appliquée rétroactivement aux mariages célébrés avant sa promulgation.

#### Président de l'Université Baylor (2010-2016)
Le 15 février 2010, l'Université Baylor a annoncé qu'elle choisirait Kenneth Starr comme nouveau président de l'université. Starr deviendra le 14e président de Baylor, remplaçant John Lilley qui avait été évincé au milieu de l'année 2008. Starr commence son mandat le 1er juin 2010.
En mai 2016, Kenneth Starr est démis de ses fonctions de président de l'université Baylor à la suite du scandale des agressions sexuelles au sein de l'université,.

## Publication
- Kenneth W. Starr, First Among Equals: The Supreme Court in American Life, Grand Central Publishing, 2003,  (ISBN 0-446-69130-5)